# Lincoln (hrabstwo Eau Claire)
Lincoln – miasto w Stanach Zjednoczonych, w stanie Wisconsin, w hrabstwie Eau Claire.